# Schwedische Badmintonmeisterschaft 1951
Die Schwedische Badmintonmeisterschaft 1951 fand in Göteborg statt. Es war die 15. Austragung der nationalen Titelkämpfe im Badminton in Schweden.	

## Titelträger
| Disziplin    | Sieger                              |
| ------------ | ----------------------------------- |
| Herreneinzel | Inge Blomberg MAI                   |
| Dameneinzel  | Thora Löfgren Göteborgs BK          |
| Herrendoppel | Nils Jonson Stellan Mohlin AIK      |
| Damendoppel  | Kerstin Bergström Bodil Sterner AIK |
| Mixed        | Knut Malmgren Elsy Killick MAI      |